# Droga krajowa B30 (Niemcy)
Droga krajowa 30 (niem. Bundesstraße 30, B 30) – niemiecka droga krajowa przebiegająca  na osi północ południe od skrzyżowania z drogą B10 w Ulm  do skrzyżowania z drogą B31 we Friedrichshafen w Badenii Wirtembergii.

## Miejscowości leżące przy B30
Ulm, Neu-Ulm, Wiblingen, Donaustetten, Achstetten, Laupheim, Baustetten, Warthausen, Biberach an der Riß, Schweinhausen, Hochdorf, Unteressendorf, Oberessendorf, Bad Waldsee, Gaisbeuren, Enzisreute, Baindt, Weingarten, Ravensburg, Eschach, Untereschach, Meckenbeuren, Lochbrücke, Friedrichshafen.

## Historia
Droga była wirtemberską drogą krajową nr 49 a od 1932 r. Reichsstrasse 30.
W 1964 podjęto decyzje o rozbudowie drogi do autostrady A89. Rozbudowę rozpoczęto w 1978 r. W 1980 porzucono jednak plany budowy A 89.

## Linki zewnętrzne

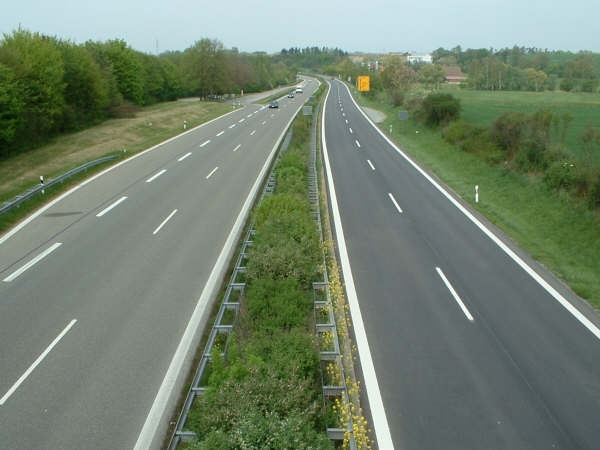
B30 koło Achstetten
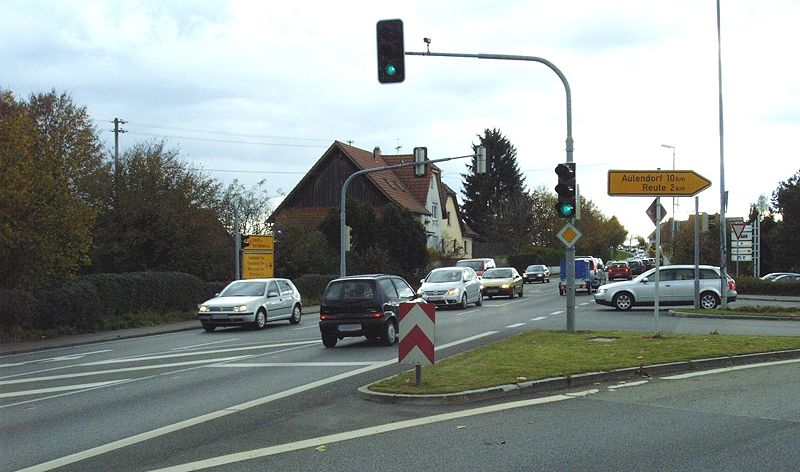
B30, obwodnica Gaisbeuren